# Catedral de la Asunción (Thurles)
La Catedral de la Asunción (en inglés: Cathedral of the Assumption) es la iglesia madre de la Provincia Metropolitana de Munster y la iglesia catedral de la arquidiócesis de Cashel y Emly en Thurles, condado deTipperary en Irlanda. Es la sede principal del arzobispo de Cashel y Emly y se encuentra en el sitio de capillas anteriores, que eran las únicas iglesias católicas en Thurles. Después de la Reforma Inglesa, muchos activos arquidiocesanos, incluyendo la catedral de la Roca de Cashel fueron tomados por la nueva iglesia establecida. James Butler II (1.774-91), al ser nombrado por la Santa Sede trasladó su residencia y sede de Cashel, favoreciendo a Thurles , donde sus sucesores continúan al día de hoy.